# ۴۲۲ (پیش از میلاد)
۴۲۲ (پیش از میلاد) ۴۲۲مین سال قبل از تقویم میلادی است.